# The Tip-Off
The Tip-Off  è un film del 1931 diretto da Albert S. Rogell.

## Produzione
Il film fu prodotto dalla RKO Pathé Pictures, con i titoli di lavorazione Eddie Cuts In o The Lady Killer.

## Distribuzione
Distribuito dalla RKO-Pathé Distributing Corp., il film uscì nelle sale cinematografiche USA il 16 ottobre 1931 con il titolo originale The Tip-Off. Sui poster, il film veniva designato come The Tip Off. Nel Regno Unito, la distribuzione lo pubblicizzò, invece, con il titolo Looking for Trouble .